# Montodine
Montodine je italská obec v provincii Cremona v oblasti Lombardie.
V roce 2012 zde žilo 2 589 obyvatel.

## Sousední obce
Bertonico (LO), Castelleone, Castiglione d'Adda (LO), Gombito, Moscazzano, Ripalta Arpina, Ripalta Cremasca, Ripalta Guerina

## Vývoj počtu obyvatel
Zdroj: 